# Coupe d'Angleterre de football 2006-2007
Navigation
Coupe d'Angleterre 2005-2006 Coupe d'Angleterre 2007-2008
La Coupe d'Angleterre de football 2006-2007 est la 126e édition de la Coupe d'Angleterre de football. Chelsea remporte sa quatrième Coupe d'Angleterre de football au détriment de Manchester United sur le score de 1-0 après prolongation au cours d'une finale jouée dans l'enceinte du Wembley Stadium à Londres. 687 équipes ont pris part à la compétition.

## Quatrième tour
|                                                                         | Équipe 1                | Score | Équipe 2             | Spectateurs |
| ----------------------------------------------------------------------- | ----------------------- | ----- | -------------------- | ----------- |
| 1                                                                       | Arsenal                 | 1–1   | Bolton Wanderers     | 59,778      |
| rejoué                                                                  | Bolton Wanderers        | 1–1   | Arsenal              | 21,088      |
| Arsenal s’impose 3 – 1 après prolongation                               |                         |       |                      |             |
| 2                                                                       | West Ham United         | 0–1   | Watford              | 31,168      |
| 3                                                                       | Bristol City            | 2–2   | Middlesbrough        | 19,008      |
| rejoué                                                                  | Middlesbrough           | 1–1   | Bristol City         | 26,328      |
| 2 – 2 après prolongation — Middlesbrough s’impose 5 – 4 aux tirs au but |                         |       |                      |             |
| 4                                                                       | Chelsea                 | 3–0   | Nottingham Forest    | 41,516      |
| 5                                                                       | Ipswich Town            | 1–0   | Swansea City         | 16,635      |
| 6                                                                       | Tottenham Hotspur       | 3–1   | Southend United      | 33,406      |
| 7                                                                       | Barnet                  | 0–2   | Plymouth Argyle      | 5,204       |
| 8                                                                       | Birmingham City         | 2–3   | Reading              | 20,041      |
| 9                                                                       | Derby County            | 1–0   | Bristol Rovers       | 25,033      |
| 10                                                                      | Manchester City         | 3–1   | Southampton          | 26,496      |
| 11                                                                      | Crystal Palace          | 0–2   | Preston North End    | 8,422       |
| 12                                                                      | Manchester United       | 2–1   | Portsmouth           | 71,137      |
| 13                                                                      | Blackpool               | 1–1   | Norwich City         | 9,491       |
| rejoué                                                                  | Norwich City            | 1–1   | Blackpool            | 19,120      |
| Norwich City s’impose 3 – 2 après prolongation                          |                         |       |                      |             |
| 14                                                                      | Luton Town              | 0–4   | Blackburn Rovers     | 5,887       |
| 15                                                                      | Wolverhampton Wanderers | 0–3   | West Bromwich Albion | 28,107      |
| 16                                                                      | Fulham                  | 3–0   | Stoke City           | 11,059      |

## Cinquième tour
|                                                                         | Équipe 1             | Score | Équipe 2             | Spectateurs |
| ----------------------------------------------------------------------- | -------------------- | ----- | -------------------- | ----------- |
| 1                                                                       | Chelsea              | 4–0   | Norwich City         | 41,537      |
| 2                                                                       | Watford              | 1–0   | Ipswich Town         | 17,016      |
| 3                                                                       | Preston North End    | 1–3   | Manchester City      | 18,890      |
| 4                                                                       | Plymouth Argyle      | 2–0   | Derby County         | 18,026      |
| 5                                                                       | Manchester United    | 1–1   | Reading              | 70,608      |
| rejoué                                                                  | Reading              | 2–3   | Manchester United    | 23,821      |
| 6                                                                       | Arsenal              | 0–0   | Blackburn Rovers     | 56,761      |
| rejoué                                                                  | Blackburn Rovers     | 1–0   | Arsenal              | 18,882      |
| 7                                                                       | Middlesbrough        | 2–2   | West Bromwich Albion | 31,491      |
| rejoué                                                                  | West Bromwich Albion | 1–1   | Middlesbrough        | 24,925      |
| 1 – 1 après prolongation — Middlesbrough s’impose 5 – 4 aux tirs au but |                      |       |                      |             |
| 8                                                                       | Fulham               | 0–4   | Tottenham Hotspur    | 18,655      |

## Quarts de finale
| 10 mars 2007 | Middlesbrough                | 2 – 2 | Manchester United               | Riverside Stadium, Middlesbrough                        |                                                         |
| 17:30        | Cattermole 44e · Boateng 47e |       | Rooney 23e · Ronaldo 68e (pen.) | Spectateurs : 33 308 Arbitrage : Rob Styles (Hampshire) | Spectateurs : 33 308 Arbitrage : Rob Styles (Hampshire) |
| 17:30        | (Rapport)                    |       |                                 | Spectateurs : 33 308 Arbitrage : Rob Styles (Hampshire) | Spectateurs : 33 308 Arbitrage : Rob Styles (Hampshire) |

| 11 mars 2007 | Chelsea                     | 3 – 3 | Tottenham Hotspur                          | Stamford Bridge, Londres                                     |                                                              |
| 12:45        | Lampard 22e 71e · Kalou 86e |       | Berbatov 5e · Essien 28e (csc) · Ghaly 36e | Spectateurs : 41 517 Arbitrage : Mike Riley (West Yorkshire) | Spectateurs : 41 517 Arbitrage : Mike Riley (West Yorkshire) |
| 12:45        | (Rapport)                   |       |                                            | Spectateurs : 41 517 Arbitrage : Mike Riley (West Yorkshire) | Spectateurs : 41 517 Arbitrage : Mike Riley (West Yorkshire) |

| 11 mars 2007 | Blackburn Rovers             | 2 – 0 | Manchester City | Ewood Park, Blackburn                                 |                                                       |
| 16:00        | Mokoena 28e · Derbyshire 90e |       |                 | Spectateurs : 27 743 Arbitrage : Mike Dean (Cheshire) | Spectateurs : 27 743 Arbitrage : Mike Dean (Cheshire) |
| 16:00        | (Rapport)                    |       |                 | Spectateurs : 27 743 Arbitrage : Mike Dean (Cheshire) | Spectateurs : 27 743 Arbitrage : Mike Dean (Cheshire) |

| 11 mars 2007 | Plymouth Argyle | 0 – 1 | Watford     | Home Park, Plymouth                                     |                                                         |
| 18:00        |                 |       | Bouazza 21e | Spectateurs : 20 652 Arbitrage : Chris Foy (Merseyside) | Spectateurs : 20 652 Arbitrage : Chris Foy (Merseyside) |
| 18:00        | (Rapport)       |       |             | Spectateurs : 20 652 Arbitrage : Chris Foy (Merseyside) | Spectateurs : 20 652 Arbitrage : Chris Foy (Merseyside) |

### Match à rejouer
| 19 mars 2007 | Manchester United  | 1 – 0 | Middlesbrough | Old Trafford, Manchester                              |                                                       |
| 20:00        | Ronaldo 76e (pen.) |       |               | Spectateurs : 71 325 Arbitrage : Mike Dean (Cheshire) | Spectateurs : 71 325 Arbitrage : Mike Dean (Cheshire) |
| 20:00        | (Rapport)          |       |               | Spectateurs : 71 325 Arbitrage : Mike Dean (Cheshire) | Spectateurs : 71 325 Arbitrage : Mike Dean (Cheshire) |

| 19 mars 2007 | Tottenham Hotspur | 1 – 2 | Chelsea                              | White Hart Lane, Londres                                          |                                                                   |
| 20:05        | Keane 76e (pen.)  |       | Shevchenko 54e · Wright-Phillips 61e | Spectateurs : 35 519 Arbitrage : Martin Atkinson (West Yorkshire) | Spectateurs : 35 519 Arbitrage : Martin Atkinson (West Yorkshire) |
| 20:05        | (Rapport)         |       |                                      | Spectateurs : 35 519 Arbitrage : Martin Atkinson (West Yorkshire) | Spectateurs : 35 519 Arbitrage : Martin Atkinson (West Yorkshire) |

## Demi-finales

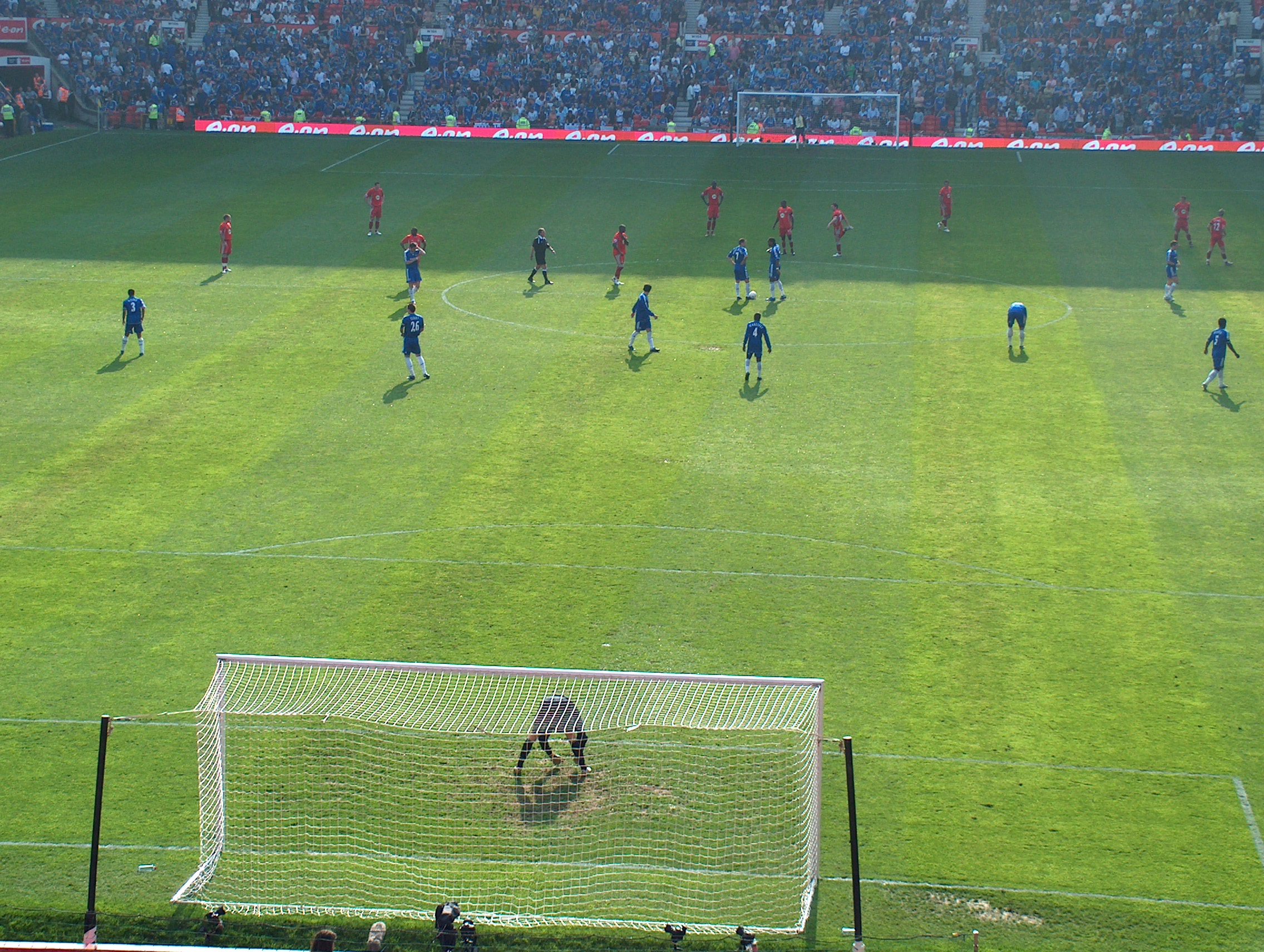
Joueurs de Blackburn Rovers et de Chelsea au moment du coup d’envoi.

| 14 avril 2007 17:30 | Watford     | 1 – 4 | Manchester United                            | Villa Park, Birmingham                                                 |                                                                        |
|                     | Bouazza 26e |       | Rooney 7e 66e · Ronaldo 28e · Richardson 82e | Spectateurs : 37 425 Arbitrage : Howard Webb (Sheffield & Hallamshire) | Spectateurs : 37 425 Arbitrage : Howard Webb (Sheffield & Hallamshire) |
|                     | (Rapport)   |       |                                              | Spectateurs : 37 425 Arbitrage : Howard Webb (Sheffield & Hallamshire) | Spectateurs : 37 425 Arbitrage : Howard Webb (Sheffield & Hallamshire) |

| 15 avril 2007 16:00 | Blackburn Rovers | 1 – 2 (a.p) | Chelsea                    | Old Trafford, Manchester                                    |                                                             |
|                     | Roberts 64e      |             | Lampard 16e · Ballack 109e | Spectateurs : 50 559 Arbitrage : Alan Wiley (Staffordshire) | Spectateurs : 50 559 Arbitrage : Alan Wiley (Staffordshire) |
|                     | (Rapport)        |             |                            | Spectateurs : 50 559 Arbitrage : Alan Wiley (Staffordshire) | Spectateurs : 50 559 Arbitrage : Alan Wiley (Staffordshire) |

## Finale
| Titulaires : |  |
| |  |
| 1 Petr Čech · 20 Paulo Ferreira · 5 Michael Essien · 26 John Terry (c) · 18 Wayne Bridge · 4 Claude Makélélé · 8 Frank Lampard · 12 John Obi Mikel · 24 Shaun Wright-Phillips 93e · 10 Joe Cole 45e · 11 Didier Drogba · |  |
| Remplaçants : |  |
| 23 Carlo Cudicini · 3 Ashley Cole 108e · 16 Arjen Robben 45e 108e · 19 Lassana Diarra · 21 Salomon Kalou 93e · |  |
| Entraîneur : |  |
| José Mourinho |  |

| Titulaires : |  |
| |  |
| 1 Edwin van der Sar · 6 Wes Brown · 5 Rio Ferdinand · 15 Nemanja Vidić · 4 Gabriel Heinze · 16 Michael Carrick 112e · 24 Darren Fletcher 92e · 18 Paul Scholes · 7 Cristiano Ronaldo · 11 Ryan Giggs (c) 112e · 8 Wayne Rooney · |  |
| Remplaçants : |  |
| 29 Tomasz Kuszczak · 3 Patrice Évra · 22 John O'Shea 112e · 14 Alan Smith 92e · 20 Ole Gunnar Solskjær 112e · |  |
| Entraîneur : |  |
| Alex Ferguson |  |

| Titulaires : |  |
| |  |
| 1 Petr Čech · 20 Paulo Ferreira · 5 Michael Essien · 26 John Terry (c) · 18 Wayne Bridge · 4 Claude Makélélé · 8 Frank Lampard · 12 John Obi Mikel · 24 Shaun Wright-Phillips 93e · 10 Joe Cole 45e · 11 Didier Drogba · |  |
| Remplaçants : |  |
| 23 Carlo Cudicini · 3 Ashley Cole 108e · 16 Arjen Robben 45e 108e · 19 Lassana Diarra · 21 Salomon Kalou 93e · |  |
| Entraîneur : |  |
| José Mourinho |  |

| Titulaires : |  |
| |  |
| 1 Edwin van der Sar · 6 Wes Brown · 5 Rio Ferdinand · 15 Nemanja Vidić · 4 Gabriel Heinze · 16 Michael Carrick 112e · 24 Darren Fletcher 92e · 18 Paul Scholes · 7 Cristiano Ronaldo · 11 Ryan Giggs (c) 112e · 8 Wayne Rooney · |  |
| Remplaçants : |  |
| 29 Tomasz Kuszczak · 3 Patrice Évra · 22 John O'Shea 112e · 14 Alan Smith 92e · 20 Ole Gunnar Solskjær 112e · |  |
| Entraîneur : |  |
| Alex Ferguson |  |

| Chelsea | Manchester United |